# Tomasz Oświeciński
Tomasz Oświeciński (ur. 6 stycznia 1973 w Białymstoku) – polski aktor niezawodowy, trener personalny i zawodnik mieszanych sztuk walki (MMA). 

## Kariera aktorska
Karierę aktorską rozpoczął w 2010 roku, grając epizodyczną rolę w serialu Klan. Od 2015 do 2021 dołączył do obsady serialu TVP2 M jak miłość, w którym grał Andrzeja Lisieckiego.
W produkcjach kinowych zadebiutował w 2012 roku, grając w filmach Komisarz Blond i Oko sprawiedliwości i Hans Kloss. Stawka większa niż śmierć, a także wcielając się w postać „Karka” w filmie Być jak Kazimierz Deyna. W 2014 zagrał ochroniarza „Rozgłośni” w filmie pt. Służby specjalne, a potem w miniserialu o tym samym tytule. W 2015 pojawił się w filmie 7 rzeczy, których nie wiecie o facetach. Szerszą rozpoznawalność przyniosła mu rola Marcina „Stracha” Opałki w filmach Patryka Vegi z 2016: Pitbull. Nowe porządki i Pitbull. Niebezpieczne kobiety.

## Filmografia
| Filmy |                                         |                              |                                               |
| Rok   | Tytuł                                   | Rola                         | Uwagi                                         |
| 2012  | Komisarz Blond i Oko sprawiedliwości    |                              | debiut filmowy                                |
| 2012  | Hans Kloss. Stawka większa niż śmierć   | bosman                       |                                               |
| 2012  | Być jak Kazimierz Deyna                 | „Kark”                       |                                               |
| 2014  | Służby specjalne                        | ochroniarz „Rozgłośni”       | także choreografia walk i trening Olgi Bołądź |
| 2016  | Przypał                                 | Alex                         | etiuda szkolna                                |
| 2016  | Pitbull. Nowe porządki                  | Marcin „Strachu” Opałka      | także choreografia walk                       |
| 2016  | Pitbull. Niebezpieczne kobiety          | Marcin „Strachu” Opałka      |                                               |
| 2016  | 7 rzeczy, których nie wiecie o facetach | Roki                         |                                               |
| 2017  | Siostry                                 | „Pimpek”                     |                                               |
| 2017  | Czerwony punkt                          | ochroniarz zabitego          | film krótkometrażowy                          |
| 2017  | Botoks                                  | Darek Winiarek, brat Danieli |                                               |
| 2018  | Plagi Breslau                           | Jarek „Bronson”              |                                               |
| 2018  | Kobiety mafii                           | Szymon „Milimetr” Kowalski   |                                               |
| 2018  | Kobieta sukcesu                         | trener                       |                                               |
| 2019  | Polityka                                | ojciec Marek                 |                                               |
| 2019  | Mayday                                  | Iwan, człowiek Rafała        |                                               |
| 2019  | Fighter                                 | Wojtek                       |                                               |
| 2020  | Swingersi                               | Cezary                       |                                               |
| 2021  | Umorzenie                               | Mariusz Warecki              |                                               |
| 2021  | Lokatorka                               | Godula                       |                                               |
| 2021  | Erotica 2022                            | klient                       |                                               |
| 2021  | Blef doskonały                          | „Rusek”                      |                                               |
| 2022  | Ślub doskonały                          | kierowca TIR-a               |                                               |
| 2022  | Miłość na pierwszą stronę               | „Boruta”, ochroniarz Roberta |                                               |

| Produkcje telewizyjne |                                       |                                     |                                                                                    |
| Rok                   | Tytuł                                 | Rola                                | Uwagi                                                                              |
| 2009                  | Plebania                              | Chowaniec                           | serial telewizyjny, odcinek: 1326                                                  |
| 2010                  | Ludzie Chudego                        | człowiek szefa gangu                | serial telewizyjny, odcinek: 6                                                     |
| 2010                  | Malanowski i Partnerzy                | Ryszard Dulikowski                  | serial telewizyjny, odcinek: 211                                                   |
| 2011                  | Plebania                              | człowiek Tracza                     | serial telewizyjny, odcinki: 1748-1751, 1754                                       |
| 2011–2012             | Klan                                  | oficer CBŚ                          | serial telewizyjny                                                                 |
| 2012                  | Prawo Agaty                           | facet obserwujący Agatę             | serial telewizyjny, odcinek: 9                                                     |
| 2012                  | Hans Kloss. Stawka większa niż śmierć | bosman                              | serial telewizyjny                                                                 |
| 2013                  | Na Wspólnej                           | więzień funkcyjny                   | serial telewizyjny, odcinek: 1689                                                  |
| 2014                  | Służby specjalne                      | ochroniarz „Rozgłośni”              | serial telewizyjny, odcinek: 5                                                     |
| 2014                  | Na sygnale                            | Stefan                              | serial telewizyjny, odcinek: 44                                                    |
| 2014–2015             | Klan                                  | kibol                               | serial telewizyjny                                                                 |
| 2015                  | Skazane                               | „Siwy”                              | serial telewizyjny, odcinki: 2-7                                                   |
| 2015                  | Przypadki Cezarego P.                 | Roman, mąż Agaty                    | serial telewizyjny, odcinek: 12                                                    |
| 2015                  | Ojciec Mateusz                        | Heniek Wróbel, narzeczony fryzjerki | serial telewizyjny, odcinek: 164                                                   |
| 2015                  | Nie rób scen                          | tragarz                             | serial telewizyjny, odcinek: 9                                                     |
| 2015–2021             | M jak miłość                          | Andrzejek Lisiecki, mąż Marzenki    | serial telewizyjny                                                                 |
| 2016                  | Na dobre i na złe                     | dowódca antyterrorystów             | serial telewizyjny, odcinki: 641-643                                               |
| 2016                  | Belfer                                | ochroniarz w klubie                 | serial telewizyjny, odcinek: 4                                                     |
| 2016–2017             | Klan                                  | bandyta                             | serial telewizyjny                                                                 |
| 2017                  | Ojciec Mateusz                        | Robert „Tosiek” Woć                 | serial telewizyjny, odcinek: 228, wymieniony w napisach pod nazwiskiem Oświęcimski |
| 2017                  | Komisarz Alex                         | „Szpila”                            | serial telewizyjny, odcinek: 105                                                   |
| 2018                  | Kobiety mafii                         | Szymon „Milimetr” Kowalski          | serial telewizyjny, odcinki: 1-4, 6                                                |
| 2018                  | Botoks                                | Darek Winiarek, brat Danieli        | serial telewizyjny                                                                 |
| 2019                  | Pułapka                               | mięśniak                            | serial telewizyjny, odcinek: 7, wymieniony w napisach pod nazwiskiem Oświecimski   |
| 2019                  | Polityka                              | ojciec Marek                        | serial telewizyjny                                                                 |
| 2019                  | Młody Piłsudski                       | pacjent Saszka Christos             | serial telewizyjny, odcinek: 9                                                     |
| 2019                  | Mayday                                | Iwan, człowiek Rafała               | serial telewizyjny                                                                 |
| 2020                  | Ojciec Mateusz                        | Lucjan „Stryj” Kasprzak             | serial telewizyjny, odcinek: 306                                                   |
| 2020                  | Ludzie i bogowie                      | „Valentino”                         | serial telewizyjny, odcinek: 12                                                    |
| 2021–obecnie          | Pierwsza miłość                       | Fabian Tomczak                      | serial telewizyjny                                                                 |
| 2022                  | Święty                                | Zenek                               | serial telewizyjny                                                                 |
| 2022                  | Sługa narodu                          | nauczyciel wf                       | serial telewizyjny, odcinek: 1                                                     |
| 2023                  | Korona królów. Jagiellonowie          | zbój Żelisław                       | serial telewizyjny, odcinki: 33, 34, 38                                            |
| 2023-obecnie          | Sprawiedliwi - wydział kryminalny     | komisarz Mikołaj Górecki            | serial telewizyjny                                                                 |
| 2023–obecnie          | Dzielnica strachu                     | komisarz Tomasz Kaszubski           | serial telewizyjny, od 152 odcinka                                                 |

## Kariera MMA
W dzieciństwie trenował judo. We wrześniu 2017 roku podpisał kontrakt z federacją mieszanych sztuk walki (MMA), Konfrontacją Sztuk Walki.  
23 grudnia 2017 na gali KSW 41 w katowickim Spodku stoczył debiutancką walkę przeciwko raperowi Popkowi, którą wygrał dzięki ciosom pięściami w parterze w drugiej rundzie. 
W drugiej walce, którą stoczył 9 czerwca 2018 podczas gali KSW 44 w gdańsko-sopockiej Ergo Arenie został znokautowany ciosem sierpowym przez bośniackiego kulturystę Erko Juna w pierwszej rundzie.
Po 6-letniej przerwie zadebiutował dla federacji typu freak show fight – Fame MMA. 18 maja 2024 w PreZero Arenie Gliwice podczas gali Fame 21: Pretendent zawalczył z bardziej doświadczonym freak fighterem, Adrianem Ciosem. Już po minucie walki pokonał rywala uderzeniami w parterze.
Oczekiwano, że Oświeciński na kolejnej gali Fame MMA, która odbyła się 31 sierpnia 2024 na warszawskim Stadionie PGE Narodowym, weźmie udział w turnieju w tzw. klatce rzymskiej (3 x 3 metry). Jego pierwszym rywalem w fazie ćwierćfinałowej miał zostać Grzegorz Gancewski. Ostatecznie „Strachu” zrezygnował z walki.

## Lista walk w MMA
| Wynik     | Bilans | Przeciwnik (bilans przed walką) | Rozstrzygnięcie                  | Runda | Czas | Rozgrywki                    | Data       | Miejsce      | Uwagi                       |
| --------- | ------ | ------------------------------- | -------------------------------- | ----- | ---- | ---------------------------- | ---------- | ------------ | --------------------------- |
| Wygrana   | 2-1    | Adrian Cios (5-4)               | TKO (ciosy pięściami w parterze) | 1     | 1:14 | Fame 21: Pretendent          | 18.05.2024 | Gliwice      |                             |
| Przegrana | 1-1    | Erko Jun (0-0)                  | KO (prawy sierpowy)              | 1     | 2:22 | KSW 44: The Game             | 09.06.2018 | Gdańsk/Sopot |                             |
| Wygrana   | 1-0    | Paweł Mikołajuw (3-2)           | TKO (ciosy pięściami w parterze) | 2     | 1:57 | KSW 41: Mańkowski vs. Soldić | 23.12.2017 | Katowice     | Debiut w MMA. Co-Main Event |

## Pozostałe przedsięwzięcia
W 2016 był uczestnikiem reality show TVN Agent – Gwiazdy i programu kulinarnego Polsatu Top Chef. Gwiazdy od kuchni. W 2020 uczestniczył w jedenastej edycji programu rozrywkowego Polsatu Dancing with the Stars. Taniec z gwiazdami.

## Życie prywatne
Ze związku małżeńskiego z Aleksandrą ma córkę Maję (ur. 19 sierpnia 2009).

### Proces sądowy
Po zeznaniach świadka koronnego o pseudonimie „Żaba” został zatrzymany w 1999 pod zarzutem udziału w zorganizowanej grupie przestępczej, za co skazano go na dwa lata pozbawienia wolności. W grudniu 2017, tuż przed debiutancką walką Oświecińskiego w federacji KSW, Andrzej Żuromski opublikował w ramach akcji „Stop Pomówieniom” zeznania aktora, zgodnie z którymi po zatrzymaniu współpracował on z policją, za co Oświeciński został skrytykowany m.in. przez Artura Szpilkę oraz rapera Toony’ego.